# Ельдар Ауховський
Ельдар Ауховський (чеч. Элдарха; прим. 1820, Аух, Чечня — 1845, Дарго, Північно-Кавказький імамат) — чеченський воєначальник першої половини XIX століття, наїб Мічіка і Качкалика. Загинув 1845 року в Битві при Дарго.

## Біографія
Народився приблизно в 1820 році в Аусі . Виходець із роду Ноккхой. За даними російського історика Адольфа Берже, в першій половині 1840-х років Ельдар був призначений Шамілем наїбом Мічіка і Качкалика. Був відомий хоробрістю.

### Загибель
У липні 1845 року царські війська під командуванням генерала Воронцова потрапили в пастку, влаштовану Шамілем у Дарго. Загони Воронцова були оточені з усіх боків, внаслідок чого зазнали великих втрат. Єдиним виходом із становища було прискорений відступ у бік Герзель-Аула. Протягом трьох днів горяни переслідували війська, що відступали, завдаючи їм великих втрат. У цих сутичках загинув Ельдар Ауховський.